# OXO (jeu vidéo)
Vous lisez un « bon article » labellisé en 2016.
OXO (Noughts and Crosses) est un jeu vidéo de tic-tac-toe conçu en 1952 par le Britannique Alexander S. Douglas et fonctionnant sur l'EDSAC. Douglas programme le jeu dans le cadre de sa thèse sur les interactions homme-machine pour obtenir son philosophiæ doctor à l'université de Cambridge. L'EDSAC est l'un des premiers ordinateurs à disposer d'une mémoire et possède trois tubes cathodiques qui lui permettent d'en afficher l'état. Douglas en utilise un pour afficher des informations destinées à l'utilisateur, dont notamment la grille du jeu. Après avoir rempli sa fonction, le jeu n'est pas conservé.
Alors que Douglas termine le développement d’OXO, Christopher Strachey parvient en juillet 1952 à faire fonctionner sur un Ferranti Mark I un programme de dames, écrit en 1951, qui affiche sur un écran cathodique le déroulement de la partie. Ces deux jeux sont les premiers à proposer un affichage visuel sur un écran électronique, l’antériorité de cette innovation étant généralement attribuée à OXO. Ce dernier est donc considéré comme le premier jeu vidéo de l'histoire par la plupart des historiens du domaine, bien que certains observateurs estiment qu'il est en réalité difficile de déterminer lequel des deux est le premier à être fonctionnel. De plus, l’absence de mouvements et de mise à jour en temps réel de ses graphismes excluent OXO de certaines définitions du jeu vidéo, ce qui vaut à Tennis for Two d’être parfois considéré comme le précurseur en la matière.

## Histoire

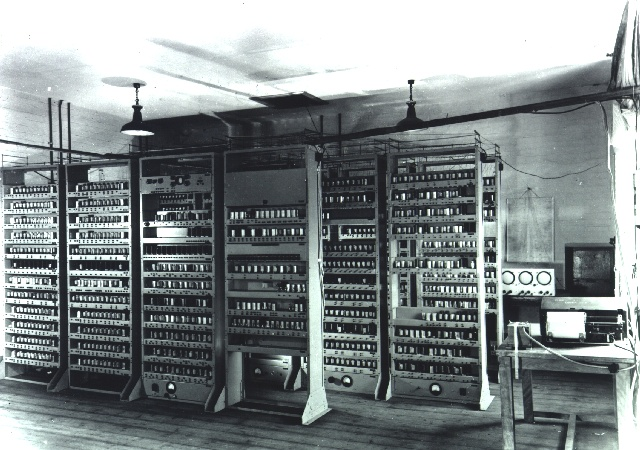
L'EDSAC, sur lequel fonctionne OXO.

L'ordinateur primitif anglais à tubes électroniques, nommé EDSAC, est le second à rentrer en service. Il est construit au Computer Laboratory de l'université de Cambridge entre 1946 et le 6 mai 1949, date à laquelle il fait fonctionner son premier programme, puis y reste jusqu'au 11 juillet 1958,,,. L'EDSAC, qui nécessite une pièce entière, est l'un des premiers ordinateurs à programme enregistré et intègre une mémoire, similaire à une mémoire vive, dans laquelle des informations peuvent être stockées ou lues. Il possède trois tubes cathodiques à matrices d'une résolution de 35 points par 16, qui permettent d'afficher l'état de la mémoire de l'ordinateur durant son fonctionnement,. Dans le cadre de sa thèse de doctorat sur les interactions homme-machine, Alexander S. Douglas, un étudiant en mathématiques à l'université, utilise un de ces écrans pour présenter des informations à l'utilisateur, ce qu'il fait en affichant l'état d'un jeu,.
Douglas se sert de l'EDSAC pour simuler un jeu de tic-tac-toe et afficher la progression de la partie à l'écran. Les algorithmes du programmes sont conçus de manière que l'ordinateur joue sans jamais faire d’erreur, et donc à gagner dans la mesure du possible,. Bien que l'EDSAC possède une mémoire électronique, il ne dispose pas d'assez de place pour stocker un programme. Les instructions sont donc stockées sur un ruban perforé et l'ordinateur affiche à l'écran les informations en fonction du placement des trous,. Douglas baptise simplement son jeu Noughts and Crosses. Le nom d’OXO apparait pour la première fois en 1996 : c'est le titre du fichier de la simulation que l'historien en informatique Martin Campbell-Kelly crée alors qu'il réalise l'émulation de l'EDSAC. OXO est le seul jeu disponible sur l'EDSAC, dans la mesure où celui-ci est uniquement utilisé en tant que calculateur mathématique.

## Fonctionnement

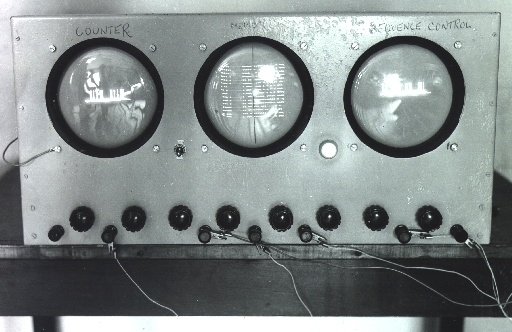
Les trois tubes cathodiques de l'EDSAC.

OXO est un jeu de tic-tac-toe dans lequel deux adversaires doivent aligner trois symboles identiques. Lors d'une partie, un joueur affronte l'intelligence artificielle du programme qui est conçu de manière à jouer sans jamais faire d’erreur. Le joueur joue les X et l'ordinateur les O. L'écran est divisé en neuf cases numérotées,. Le joueur indique son choix en interrompant le faisceau lumineux, qui sert à la lecture des cartes perforées passant de case en case, au moment où il survole celle à jouer. Le coup apparaît alors à l'écran. L'ordinateur joue à son tour et ainsi de suite. L'affichage n'est mis à jour que quand le coup est joué. OXO ne fonctionne que sur l'EDSAC de l'université de Cambridge, qui ne peut pas être déplacé. Il n’est donc pas accessible au grand public et l’essayer nécessite une autorisation spéciale, puisque le jeu et la machine sont uniquement destinés à la recherche académique,,.

## Postérité
À l'instar des autres jeux préfigurant l'industrie du jeu vidéo, OXO n'est pas conservé après avoir servi les intérêts de son créateur. Il reste pourtant le plus connu des jeux conçus durant les années 1950 et ouvre la voie à d'autres jeux profitant des améliorations technologiques à venir.
Au moment où OXO est terminé, Christopher Strachey porte sur Ferranti Mark I un programme de dames écrit en 1951, qui affiche sur un écran cathodique le déroulement de la partie,,. OXO et le programme de Strachey sont les plus anciens jeux à proposer un affichage visuel sur un écran électronique. La plupart des ouvrages traitant le sujet considèrent OXO comme le premier jeu vidéo de l'histoire,,,, bien que certains observateurs estiment qu'il est en réalité difficile de déterminer lequel des deux est le premier à être fonctionnel. Puisqu’OXO fonctionne sur un matériel informatique et utilise un affichage graphique, il est souvent considéré comme un des prétendants au titre de premier jeu de l'histoire. L’absence de mouvements et de mise à jour en temps réel de ses graphismes l'excluent cependant de certaines définitions du jeu vidéo, ce qui vaut à Tennis for Two, sorti en 1958, d’être parfois désigné comme le précurseur en la matière. Contrairement à OXO, qui ne fait qu'afficher les graphismes statiques d'un jeu de tic-tac-toe sur écran cathodique, Tennis for Two affiche en effet la trajectoire changeante d'une balle. De plus, ce dernier est créé avec l'objectif de divertir, ce qui n'est pas le cas d’OXO qui n'est que l'application pratique d'une thèse. Cependant, OXO ne fonctionne que sur l'ordinateur EDSAC, un ordinateur énorme nécessitant une pièce entière, et ne peut donc se propager, ce qui l'empêche d'avoir une influence majeure.
En 1996, Martin Campbell-Kelly conçoit un émulateur de l'EDSAC sur lequel il recrée le programme de Douglas. L'émulateur fonctionne sur PC (Windows et Linux), ainsi que sur Macintosh.
OXO est inscrit depuis 2008 au Livre Guinness des records en tant que premier jeu de stratégie sur un ordinateur de l'histoire.